# Milicja i wolonterzy powiatu radomskiego
Milicja i wolonterzy powiatu radomskiego – polskie oddziały kawalerii wchodzące w skład wojsk powstańczych okresu insurekcji kościuszkowskiej.

## Formowanie i walki
Formacje milicja i wolonterów powiatu radomskiego utworzone zostały w maju 1794. Osiągnęły liczebność około 300 konnych. Zostali rozproszeni przez dywizję gen. mjr. Fiodora Denisowa w potyczce na Lipowym Polu.

## Dowódcy formacji
Na czele formacji stali płk Wojciech Dobek i płk Feliks Gawdzicki